# Сикорски S-39
Сикорски S-39 (на английски: Sikorsky S-39) е малък едномоторен хидроплан, произведен от компанията Сикорски Еъркрафт в периода 1930-1931 година.